# Xiphidiopsis bituberculata
Xiphidiopsis bituberculata är en insektsart som beskrevs av Viktor von Ebner-Rofenstein 1939. Xiphidiopsis bituberculata ingår i släktet Xiphidiopsis och familjen vårtbitare. Inga underarter finns listade i Catalogue of Life.